# 何塞·劳尔·穆利诺
何塞·劳尔·穆利诺·金特罗（西班牙語：José Raúl Mulino Quintero，1959年6月3日—），巴拿马政治人物，现任巴拿馬總統。曾任巴拿马国家安全部部长，也是前总统里卡多·马蒂内利在2024年大选期间的副手，马蒂内利被取消竞选资格后，穆利诺成为实现目标党总统候选人，并于同年5月在总统大选中胜出。